# Svalöfs gymnasium
Svalöfs gymnasium är en gymnasieskola som ligger i Svalöv. Skolan har idag cirka 150 anställda och 650 elever fördelade mellan fem nationella program och komvux.

## Historia
År 1899 bildades Svalöfs lantmannaskola och sedan dess har skolan bedrivit lantbruksutbildning i olika former. 1921 invigdes en ny byggnad för lantmannaskolan och samma år blev Gustaf Eliasson rektor för skolan. Som skolföreståndare 1919-1921 genomkorsade han med sin bil det skånska landskapet och tiggde samman medlen till skolbyggnaden, som blev färdig 1921. Han skrev en historik över skolan Lantmannaskolan i Svalöf : 1899-1929 i Svenska Lantmannaskolans årsskrift 1930. Han var rektor för skolan till 1943. År 1940 bildades föreningen Svalöfs Lantmannaskolas Målsmän, som bestod av tidigare elever, personal och representanter för näringslivet, vilka drev skolan till 1971. Då tog Malmöhus läns landsting över skolans verksamhet. Målsmannaföreningens huvudsakliga syfte blev att förvalta de stipendiefonder som hade donerats till skolan, samt att dela ut stipendier från dessa. Skolan övergick 1971 till Malmöhus läns landsting, därefter till gymnasieförbundet och 1999 till Svalövs kommun.
Den hundraåriga huvudbyggnaden har under senare tid moderniserats och byggts till.

### Nyinvigning av skolan 2008
År 2008 invigdes Svalöf gymnasiums nya huvudbyggnad. Talet hölls av gymnasieförbundets utbildningsdirektör, Tomas Johansson och Svalövs kommunstyrelseordförande Karl-Erik Kruse, som fick äran att klippa bandet. I talet framhävde Karl-Erik Kruse bland annat Svalöf gymnasiums långa och stolta lärotradition som inleddes med att skolan startade år 1873 i Ask. På den tiden hette skolan Fridhems folkhögskola. På 1920-talet delades den upp i Fridhems folkhögskola och Svalövs lantmannaskola, som slutligen blev Svalöfs gymnasium. Tomas Johansson berättade i sitt tal om utvecklingen av Svalöf gymnasium som läroanstalt. I de nya lokalerna ville skolan ha tydliga arbetsytor där eleverna kan känna sig trygga och bli sedda, sade Lena Hansson, verksamhetschef och rektor vid Svalöf gymnasium.

### Internatet
På Svalöfs gymnasium kommer eleverna från ett 30-tal sydsvenska kommuner. Det finns cirka 160 platser på internatet, dessutom bor många i egna lägenheter. Trycket på boende har ökat under årens lopp och 2008 tog man till hotellet i Teckomatorp. Det var en nödlösning den terminen. 2008 utökade skolan internatboendet till Teckomatorp. Skolan slöt ett avtal med ägarna till pensionat Villa Mariestén i Teckomatorp. Avtalet gällde för 25 internatplatser. Det var första gången som skolan hade elever boende på internat i Teckomatorp. I Svalöv hade Svalöfs gymnasium då internatplatser på tre platser i Svalöv, det stora boendet på Energigatan på Södervång, på Fridhemsgatan och Österhus i parken. Skolan hade då sju internatanställda förutom internatföreståndaren.

### Senare tid
2015 gick Svalöfs gymnasium  till final i tävlingen ”Årets transportskola” med sju andra skolor.
På vårarna brukar skolan arrangera ett stort kosläpp som besöks av tusental personer. 2020 blev kosläppet digitalt på grund av coronapandemin.

## Gymnasieprogram
På Svalöfs gymnasium finns fem nationella program: 
- Naturvetenskapsprogrammet (högskoleförberedande)

- Samhällsvetenskapsprogrammet (högskoleförberedande)

- Bygg- och anläggningsprogrammet (yrkesförberedande)

- Naturbruksprogrammet (yrkesförberedande)

- Fordons- och transportprogrammet (yrkesförberedande).